# Konstsim vid olympiska sommarspelen 2024
Konstsim vid olympiska sommarspelen 2024 arrangerades mellan 5 och 10 augusti 2024 i Centre aquatique olympique i Paris i Frankrike. Två grenar fanns på programmet.

## Medaljsammanfattning
| Konstsim                   | Guld                                                                                           | Silver | Brons |
| Damernas duett Detaljer... | Kina Wang Qianyi Wang Liuyi                                                                    | Storbritannien Kate Shortman Isabelle Thorpe                                                                      | Nederländerna Bregje de Brouwer Noortje de Brouwer                                                                |
| Lagtävling Detaljer...     | Kina Chang Hao Feng Yu Wang Ciyue Wang Liuyi Wang Qianyi Xiang Binxuan Xiao Yanning Zhang Yayi | USA Anita Alvarez Jaime Czarkowski Megumi Field Keana Hunter Audrey Kwon Jacklyn Luu Daniella Ramirez Ruby Remati | Spanien Txell Ferré Marina García Lilou Lluis Meritxell Mas Alisa Ozhogina Paula Ramírez Iris Tió Blanca Toledano |

Denna tabell: visa • redigera

## Medaljtabell
*   Värdland ( Frankrike)
| Nr                  | Nation              | Guld | Silver | Brons | Totalt |
| ------------------- | ------------------- | ---- | ------ | ----- | ------ |
| 1                   | Kina                | 2    | 0      | 0     | 2      |
| 2                   | USA                 | 0    | 1      | 0     | 1      |
| 2                   | Storbritannien      | 0    | 1      | 0     | 1      |
| 4                   | Nederländerna       | 0    | 0      | 1     | 1      |
| 4                   | Spanien             | 0    | 0      | 1     | 1      |
| Totalt (5 nationer) | Totalt (5 nationer) | 2    | 2      | 2     | 6      |